# Victrix causa diis placuit sed victa Catoni

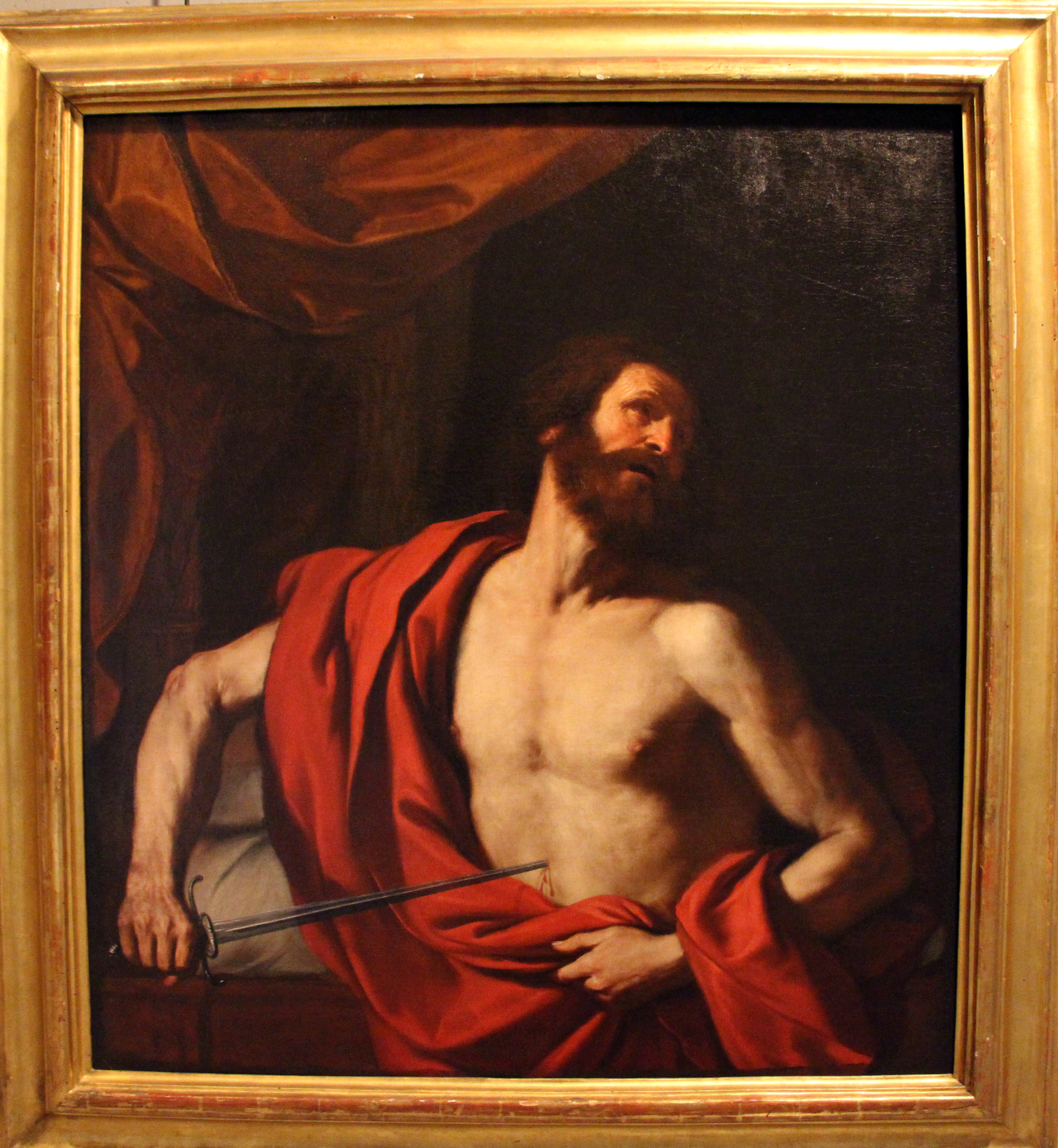
Guercino, Suicidio di Catone (1641; Genova, Palazzo Rosso).

La locuzione latina «Victrix causa diis placuit sed victa Catoni», tradotta letteralmente, significa: «la causa vincitrice piacque agli dèi, ma quella sconfitta a Catone».
La frase intende esaltare la nobiltà della scelta di chi insegue i propri ideali e rimane coerente ai propri valori, anche quando il corso della Storia pare darli per sconfitti.

## Contesto storico
È il verso 128 del primo libro del Bellum Civile del poeta epico latino Lucano, e rievoca la conclusione dello scontro nella guerra civile tra Giulio Cesare e Pompeo.
La causa vincitrice, quella di Cesare, piacque agli dei poiché il corso della Storia è frutto della scelta o del capriccio divino.
La causa perdente, quella di Pompeo, viceversa, era piaciuta a Catone Uticense, che continuava a battersi in difesa del Senato e della Repubblica, contro il progetto dispotico di Cesare. La causa propugnata da Catone era destinata parimenti alla sconfitta e questi, dopo la vittoria di Cesare nella battaglia di Tapso, si tolse la vita.